# Alken (Belgio)
Alken è un comune belga di 11 499 abitanti, situato nella provincia fiamminga del Limburgo belga.